# Entomopteryx marginata
Entomopteryx marginata là một loài bướm đêm trong họ Geometridae.